# 65536

65536 é o número natural precedido pelo 65535 e sucedido pelo 65537. 
65536 é uma potência de dois: {\displaystyle 2^{16}}  (2 à 16ª potência). Ele é o menor número com exatamente 17 divisores.
65536 é {\displaystyle 2^{2^{2^{2}}}}, por isso, na notação de tetragem 65536 é {\displaystyle ^{4}2}.